# Monnet-la-Ville
Monnet-la-Ville – miejscowość i gmina we Francji, w regionie Burgundia-Franche-Comté, w departamencie Jura.
Według danych na rok 1990 gminę zamieszkiwało 305 osób, a gęstość zaludnienia wynosiła 49 osób/km² (wśród 1786 gmin Franche-Comté Monnet-la-Ville plasuje się na 450. miejscu pod względem liczby ludności, natomiast pod względem powierzchni na miejscu 708.).